# Władysław Dobroch
Władysław Dobroch (ur. 15 grudnia 1891 w Osieku, zm. 26 marca 1962 w Warszawie) – polski polityk ruchu ludowego, poseł na Sejm II i III kadencji (1928–1935).

## Życiorys
Urodził się 15 grudnia 1891 w Osieku, w wielodzietnej chłopskiej rodzinie Andrzeja i Marianny z Leśniaków. Miał braci: Juliana i Andrzeja oraz siostry: Katarzynę, Annę, Józefę i Mariannę. Ukończył gimnazjum w Sandomierzu, natomiast studia w Liège przerwał mu wybuch wojny. Po powrocie do kraju wstąpił do Polskiej Organizacji Wojskowej. W 1918 został członkiem Polskiego Stronnictwa Ludowego „Wyzwolenie”. W 1928 reprezentując Stronnictwo Chłopskie został wybrany posłem na Sejm. W Sejmie II kadencji utracił mandat poselski na mocy orzeczenia Sądu Najwyższego z 16 grudnia 1929 o unieważnieniu wyborów w okręgu wyborczym nr 22, wybrany ponownie złożył ślubowanie 28 lutego 1930. Z powodu antyrządowych wystąpień na wiecach, w 1930 został aresztowany i skazany na rok więzienia. 
Był świadkiem w procesie brzeskim. W 1935 utworzył partię polityczną Stronnictwo Chłopskie – grupa Dobrocha. Był wydawcą organu prasowego SCh Polska Ludowa a następnie prezesem i redaktorem organu prasowego Chłopskie Jutro, szerząc idee Frontu Ludowego. Utworzoną przez niego partię władze sanacyjne zdelegalizowały a wydawanie jej organu prasowego zawiesiły. Podczas okupacji niemieckiej Dobroch był aresztowany, ale w ruchu oporu nie uczestniczył. W okresie Polski Ludowej pracował jako radca w Ministerstwie Rolnictwa.
Był mężem Katarzyny z Traugutów.
Zmarł w Warszawie. Pochowany został na cmentarzu Powązkowskim.

## Ordery i odznaczenia
- Krzyż Kawalerski Orderu Odrodzenia Polski (1958)[3]
- Złoty Krzyż Zasługi (8 maja 1946)[4]
- Medal 10-lecia Polski Ludowej (21 lipca 1955)[5]